# Emisum
Emisum je bil drugi kralj posumerske mestne države Larse, ki je vladal od 2004 do 1977 pr. n. št. (dolga kronologija).
Po poreklu je bil Amorit, sin prvega larškega kralja Naplanuma. O njegovi vladavini je zelo malo znanega. Emisum morda sploh ni bil resnični vladar Larse, ampak vazal isinskih kraljev.